# Ugo Pisa
Ugo Pisa (Ferrara, 9 agosto 1845 – Milano, 14 marzo 1910) è stato un politico e diplomatico italiano.

## Biografia

### Dagli esordi al 1874
Nasce da una famiglia ferrarese di commercianti internazionali e banchieri ben affermati.
Le origini della famiglia Pisa (o da Pisa) risalgono alla Comunità ebraica romana dei secoli XIII-XIV; il padre di Ugo, Luigi Israele (Ferrara 1813 - Milano 1895), aveva sviluppato con i fratelli la casa bancaria fondata nel 1831 a Ferrara dal loro genitore Zaccaria, la Banca Zaccaria Pisa, trasferita a Milano nel 1852.
Il Pisa cresce a Milano e compie gli studi con regolarità, poi si iscrive alla Facoltà di giurisprudenza presso l'Università di Pavia. Nella guerra del 1866 si arruola come tanti giovani milanesi, per combattere con Garibaldi. Al suo ritorno porta a termine gli studi laureandosi nel 1868.
Intraprende giovanissimo una esperienza nel corpo consolare, che lo porta in Cina (e soprattutto in Giappone), dove tra l'altro ha modo di accompagnare l'ambasciatore Alessandro Fè d'Ostiani ad incontrare il Principe reggente; successivamente lavora anche con il ministro plenipotenziario  statunitense DeLong.
Dopo un soggiorno all'ambasciata a Londra, nel 1873 entra a lavorare nella Banca di famiglia, che già dal 1863 opera sia nei finanziamenti in genere che nel campo dei consorzi di garanzia per emissione e collocamento di titoli del debito pubblico del Regno, nella compravendita borsistica e nelle operazioni sul capitale di importanti società anonime italiane, come la Società Italiana per le Strade Ferrate Meridionali, nota in Borsa come «Bastogi».

### L'attività politica e sociale
Nel 1874 sceglie di collocarsi a riposo; contemporaneamente si dedica a problematiche economiche e sociali, per esempio mobilitandosi per istituire un'assicurazione per gli infortuni sul lavoro. Fonda quindi nel 1883, con altri nomi della élite milanese, il «Patronato di Assicurazione e Soccorso per gli Infortuni sul Lavoro», al cui sviluppo si dedica intensamente.
Nel 1889 lascia l'attività nella Banca Zaccaria Pisa, che resta nelle mani del padre e dello zio Giuseppe Pisa, soci gerenti, e del procuratore Giuseppe Sullam, non socio. Sarà poi erede alla morte del padre (1895), insieme al fratello Giulio. Quest'ultimo uscirà subito con i propri capitali dalla comunione proprietaria sotto la ragione Zaccaria Pisa; Ugo lo seguirà qualche anno più tardi.
Ugo Pisa si dedica pienamente alla vita pubblica, affiancato da Giulio; partecipa alle elezioni municipali ed è eletto nel consiglio della Camera di Commercio di Milano, che allora era tra le massime espressioni della vita economica e sociale locale e nel 1893 ne è nominato Presidente, ponendosi come massimo interprete degli interessi economici milanesi. Sostiene istituzioni filantropiche di vario genere; parallelamente è consigliere comunale per l'area liberale radicale (tra 1894 e 1897); partecipa attivamente all'amministrazione della città di Milano fino al 1897. In quell'anno scoppia una querelle tra il Comune e i "palchettisti" (proprietari dei palchi) del Teatro alla Scala, gruppo di cui la sua famiglia fa parte già dagli anni Sessanta. Questi ultimi chiedono al municipio di contribuire alle spese gestione del Teatro. Ugo Pisa, coinvolto suo malgrado nella vertenza, decide di lasciare la carica di consigliere comunale. Si sposa con Clelia Bondi, della nota famiglia romana-toscana di banchieri e industriali (casa bancaria M. Bondi), da cui ha quattro figli.
Su proposta di Giuseppe Zanardelli, viene nominato senatore del Regno nel 1898 e inizia a occuparsi con il fratello e lo zio Giuseppe della prima operatività della Società Umanitaria - Fondazione Prospero Moisè Loria, che continuerà a seguire fino alla fine dei suoi giorni, contribuendo alla sua espansione.
La sua famiglia è molto vicina a Sonzogno, l'editore del quotidiano milanese di area democratica «Il Secolo» e in Senato Ugo fa parte dell'area liberale radicale; egli coltiva posizioni liberiste e si occupa anche di vari problemi di politica economica e politica sociale, sostenendo proposte di tutela del diritto dei lavoratori, tra cui l'istituzione della Cassa di Maternità. Come senatore è Presidente per quattro volte del Comitato Permanente del Lavoro.
A Milano abita in via Palestro 2, in una palazzina la cui proprietà divide con il fratello Giulio, ingegnere, anch'egli esponente della borghesia colta milanese, filantropo e autore di iniziative e studi nel campo dell'arte (tra cui una monografia su Tranquillo Cremona e una su Mosè Bianchi).
Muore a Milano nel 1910 lasciando un figlio maschio, Luigi Giuseppe (1890-1930), con il quale si estinguerà la linea milanese della famiglia Pisa, e tre femmine. Tra esse si ricorda Vittoria, sposa dell'architetto Arrigo Cantoni (autore tra l'altro della colonia curativa Ugo Pisa a Marina di Massa), e presidente dell'Associazione donne ebree italiane (ADEI), dal 1928 al 1939, quando si rifugiò, per sempre, a Haifa con i suoi discendenti.

## Intitolazioni
A Ugo Pisa è dedicata una via a Milano nel quartiere di Lorenteggio e su iniziativa del figlio Luigi Giuseppe il grande parco e la vicina colonia Ugo Pisa a Marina di Massa; Luigi Pisa (1890-1930) ebbe a disporre anche un lascito per borse di studio presso la Università di Ferrara, a nome del padre.